# Xander (automóvel)
O Xander, é uma empresa automobilística fundada em 1901 por John G. Xander em Reading, Pennsylvania.  Isto foi no ramo da bicicleta, depós de uma década. Os primeiros carros de John G. Xander eram construídos a vapor, em seguida, utilizados por motor a gasolina. John, construiu seu carro personalizado por ordem, parando em 1902.